# NGC 751
NGC 751 é uma galáxia elíptica (E) localizada na direcção da constelação de Triangulum. Possui uma declinação de +33° 12' 09" e uma ascensão recta de 1 horas, 57 minutos e 33,1 segundos.
A galáxia NGC 751 foi descoberta em 11 de Outubro de 1850 por William Parsons.